# 毛泽东传记列表
《毛泽东传》是毛泽东的传记。许多学者都撰写过毛泽东的传记，毛泽东传记的撰写方法是多维的。

## 不同的毛澤東傳
- 《毛泽东自传》，毛泽东口述，埃德加·斯诺记录，是《红星照耀中国》的一部分。
- 《毛泽东传》，罗斯·特里尔著，自1989年被译成中文后多次重印，发行总量达百万册，影响广泛。[2]
- 《毛泽东：真实的故事》，亚历山大·潘佐夫、梁思文著，聯經出版2012年
- 《毛泽东传（1893-1949）》，中共中央文献研究室编，金冲及主编，中央文献出版社1996年
- 《毛泽东传（1949-1976）》，中共中央文献研究室编，逄先知、金冲及主编，中央文献出版社2003年，ISBN 978-7-5073-1512-7
- 《毛泽东传》（全六卷），逄先知、金冲及主编，中央文献出版社2011年出版，200余万字
- 《毛泽东传》，瑞贝卡·卡尔著
- 《毛泽东传》，蒋建农著，系河北人民出版社1997年12月出版的《毛泽东》的校勘本
- 《毛泽东传》，菲力普·肖特著
- 《毛泽东传》漫画，作者藤子不二雄Ⓐ
- 《毛泽东传》，谢周勇著，1992年2月，中国第一部《毛泽东传》
- 《毛泽东传》，迪克·威尔逊著
- 《毛泽东和中国革命》，陈志让和迈克尔·布洛克著
- 《毛澤東傳》全四册，阿兰·鲁林著，穆蕾译，香港中文大学出版社2017年7月
- 《毛泽东传：峥嵘岁月（1893-1923）》，李锐著，北京联合出版公司，2013年
- 《诗人毛泽东》，武田泰淳、竹内实著，张惠才译，原名《毛泽东的诗词与人生》
- 《毛泽东》，斯图尔特·R·施拉姆所著的毛泽东传记，讲述毛泽东从少年时期至文革初期的人生

## 评论
- 李捷谈《毛泽东传（1949-1976）》：“有些东西不太好写。不好写的原因主要还不是因为说出来以后有损于毛泽东，而是说对现在有些人不利，这还是有一些禁区的。但是，我们保证一条：凡是写出来的东西都是真实的。”[3]
- 杨奎松认为潘佐夫的《毛泽东传》“史料运用、解读过程中的误植、误读，史实叙述中明显不准确处过多。”[4] 潘佐夫回应称“杨奎松教授对我的《毛泽东传》的评论中有明显的缺点。”[5] 杨奎松随后回应说：“他的回应或因用力过猛，出现了多处无中生有和否认事实的情况，涉及史实的回应多数表现得很不专业”。[6]
- 闫世恒认为“特里尔的《毛泽东传》注重毛泽东个人的政治思想和政治活动的发展，有助于读者从另一个角度了解毛泽东在中国革命和建设过程中所起的重要作用。”但“对有些史实的描述和分析与历史真相不符”。[7]
- 王圣宝认为《毛泽东传（1893-1949）》有三处疏失。[8]